# Курдюмов, Леонид Леонидович
Леонид Курдюмов (латыш. Leonīds Kurdjumovs; 8 июня 1939, Минск — 19 февраля 2012, Рига) — советский и латвийский политический деятель.

## Биография
С 1947 года жил в Риге. В 1959 году окончил Даугавпилсское военное авиационное радиотехническое училище по специальности радиоинженер.
С 1962 года по 1970 год — работал в Институте радиоизотопного приборостроения, пройдя путь от инженера до начальника. С 1970 по 1995 год — директор Республиканского информационно-вычислительного центра Государственного комитета сельхозтехники. В 1990 году — директор республиканского центра информации статистики Agroapgāde. В 1995 году — участвовал в создании Латвийской Лиги апатридов. В 2001 году — консультант фракции в Сейме.
Депутат Верховного Совета Латвии (1990—1993). Депутат Рижской думы c 2001 года до смерти (в 2001 г. избран от ЗаПЧЕЛ по квоте «Равноправия», в 2005 г. от «Нового центра», в 2009 г. от «Центра согласия»). Работал председателем комитета по социальным вопросам Рижской думы (2001—2005 и 2007—2012). Занимал должность заместителя председателя фракции «Центра Согласия» в Рижской думе.
Похоронен на Рижском 1-м Лесном кладбище.

## Возобновление строительства муниципального жилья
В 2001 году коалиция Рижской думы по инициативе депутатов ЗаПЧЕЛ вышла с проектом возобновления строительства муниципального жилья, которое на тот момент не велось 8 лет. В очереди на квартиры было 12 тысяч человек — люди, ожидавшие очереди с советских времен, жители денационализированных домов, подлежащие выселению в связи с капитальным ремонтом, воспитанники детских домов и лица, освобожденные из мест заключения. На 2002 год в бюджете Рижской думы впервые было предусмотрено до 10 млн латов на строительство жилья (общий социальный бюджет самоуправления составлял 13 млн латов из 160 млн, имевшихся в распоряжении Думы на год). На выделенные деньги можно было построить 8 домов по 40 квартир, однако это положило начало программе строительства и реновации муниципального жилья, которая продолжается по сей день. Количество очередников к 2016 году уменьшилось до 5 тысяч, а ежегодный ввод квартир достиг 2000.

## Спасение 1-й Городской больницы
Когда государство в ходе сокращения расходов на медицину в 2009 году планировало закрыть старейшую в Риге 1 Городскую больницу, Леонид Курдюмов добился, чтобы она была перенята на баланс Рижской думы. После этого началась программа восстановления больницы, в ходе которой были капитально отремонтированы несколько исторических зданий, создана многопрофильная поликлиника, оборудованы новые операционные. За 7 лет самоуправление вложило в эти проекты свыше 10 млн евро.
Вклад Леонида Курдюмова в сохранение больницы увековечен после его смерти: на фасаде исторического здания со стороны ул. Бруниниеку в его честь установлена мемориальная доска.